# Plongée sous-marine à La Réunion

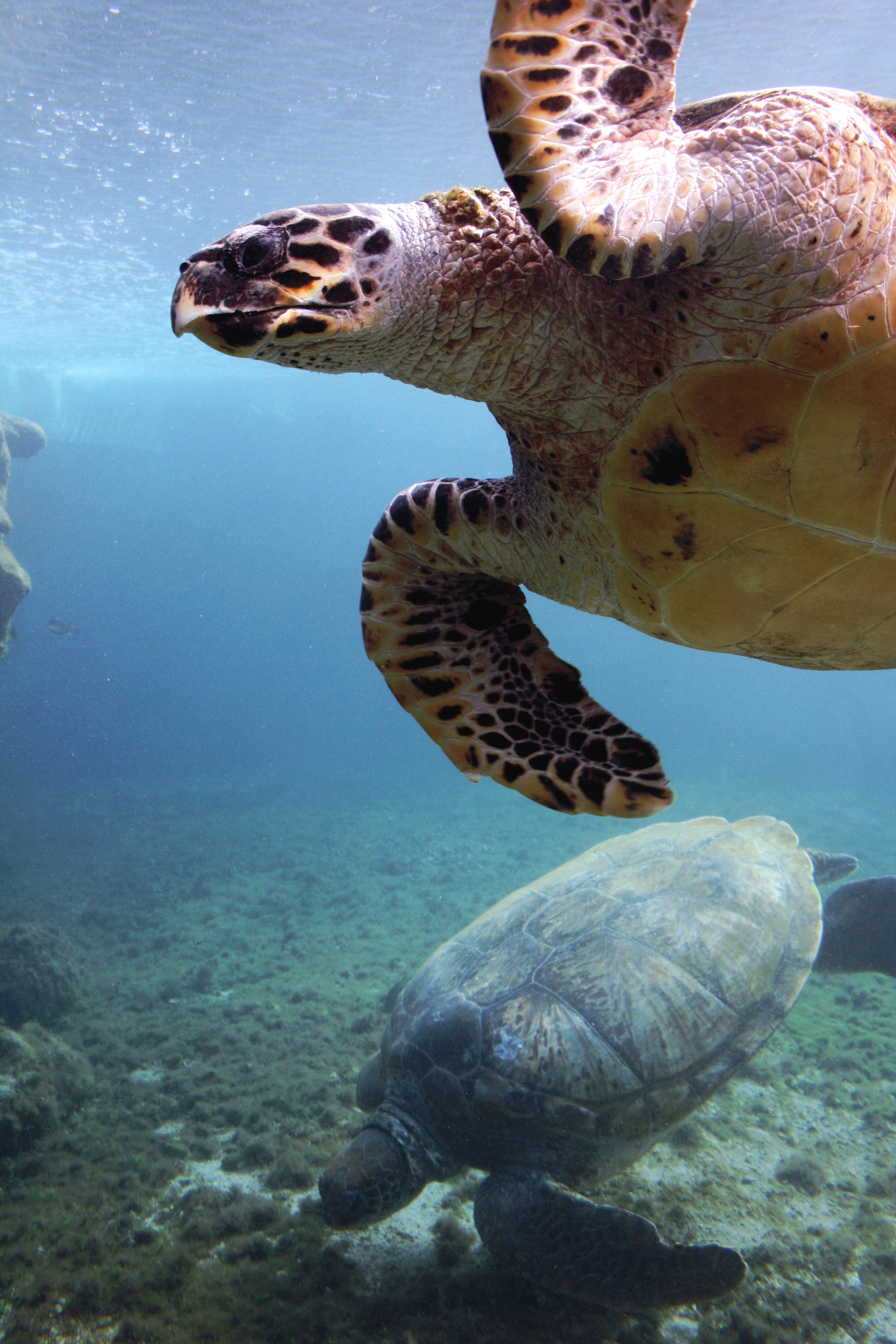
Tortues

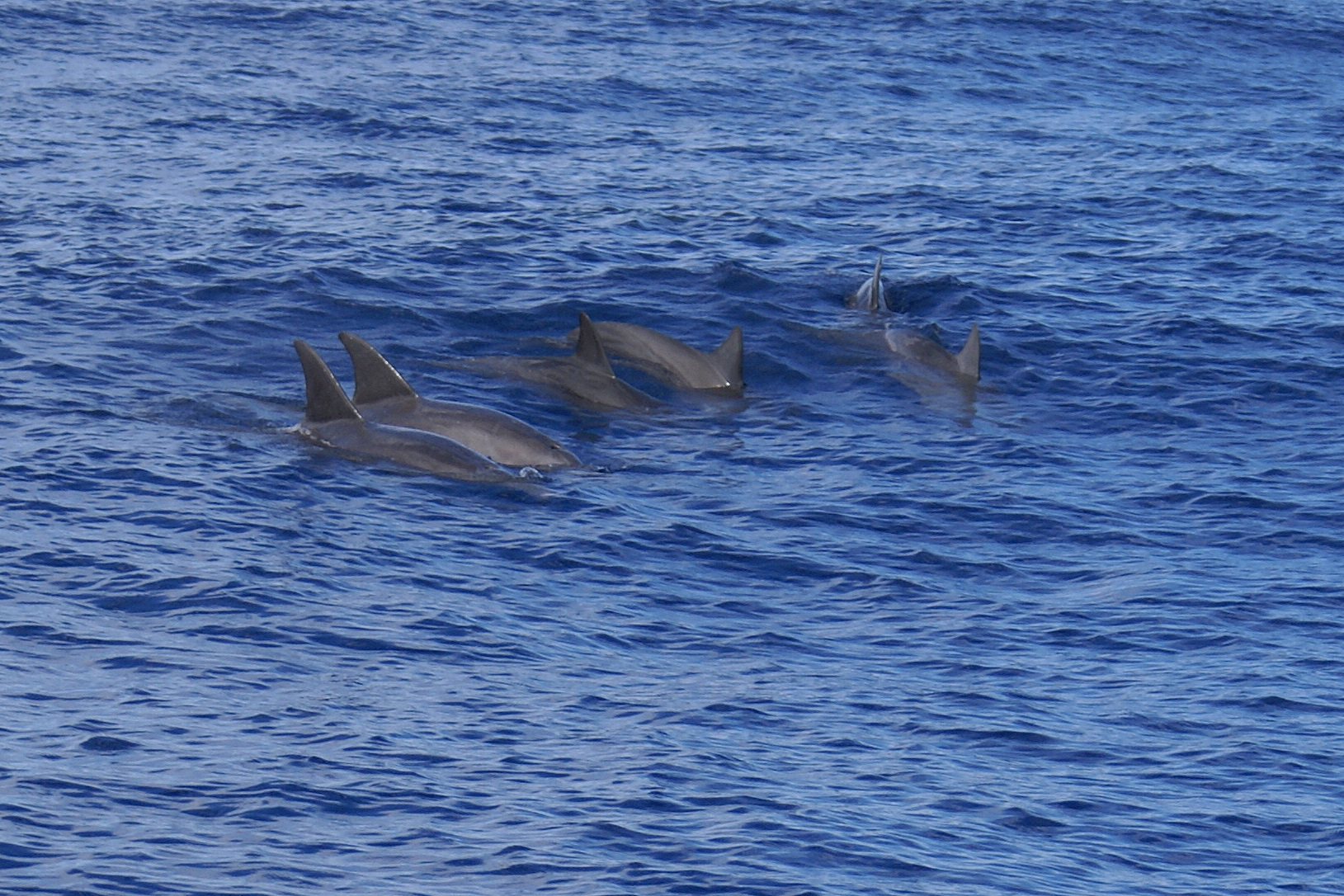
Dauphins

La plongée sous-marine à La Réunion est une activité sportive qui se déroule sur les plus de 200 km de littoral de l'Océan Indien qui entoure l'île.

## Clubs et Fédérations
La majorité des clubs de plongée sont situés dans l'Ouest, plus touristique, à Saint-Gilles les Bains et Saint-Leu notamment. Ces villes sont les seules de l'île à être protégées par un lagon qui permet aussi une activité de plongée libre.
Les clubs sont fédérés  dans plusieurs organisations comme la FFESSM ou PADI. Ces fédérations organisent la formation des plongeurs (cours et brevets) et procurent des assurances spécifiques.

## Réserve Marine
En 2007 une Réserve Naturelle Marine a été créée sur 40 km de côtes et sur une surface de 35 km2. Elle s'étend du nord de la plage de Boucan Canot au sud de L'Étang-Salé. La pêche, le mouillage et la plongée y sont règlementés. La barrière de corail y est très riche.

## Faune
La faune est typique de l'Océan Indien, riche et colorée : tortues, raies, dauphins, baleines, requins, poissons tropicaux… qui peuvent être admirés pour la plupart à l'Aquarium de La Réunion.

### Les baleines
De juillet à octobre, les baleines (le plus souvent des baleines à bosse) viennent s'accoupler et mettre bas dans les eaux réunionnaises. Leur observation est alors aisée bien que réglementée pour les protéger.

### Les requins
Recherchés par les plongeurs, les requins sont aussi présents, quoique plus rarement observés. L’île ne joue pas sur « l'effet requin » pour attirer les touristes
Peu d'attaques sont recensées
- cinq cas officiels d'accidents entre 1913 et 1979
- environ une par an depuis le début des années 1980 (développement des activités nautiques)

La population la plus touchée est celle des sports de glisse, les plongeurs sont épargnés.

## Sites remarquables
- La Pointe au Sel, en face du cap du même nom
- Epave du Haï Siang
- Épave du Navarra

L'association Nautilus a tenté de faire couler le porte-avion Clemenceau en Baie de Saint-Paul afin de créer un récif artificiel, un peu à l'image de l'USS Oriskany en Floride. Le projet ne verra jamais le jour[réf. nécessaire].